# 玉环日报 (1939年)
《玉环日报》是一份创办于1939年、于1940年停刊的报纸，在浙江玉环一带发行，由玉环县抗日后援会主办，是玉环第一张县办报纸。

## 背景
中国抗日战争时期，玉环地脊民贫，文化闭塞，交通落后。战争时期，海上交通中断，对外通讯不便，导致信息不灵，一张省报到达玉环需要十来天，导致信息失效。由此看来，玉环办日报具有必要性。1937年7月7日七七事变后，玉环县抗日后援会（一说为“玉环县抗敌后援会”）成立，后援会决定办一张《玉环日报》，宣传“抗战必胜，建国必成”，并及时报道前线的抗日消息。

## 历史
民国28年（1939年）七月十六日，后援会创办了《玉环日报》。报社负责人是应纪孙（系玉环县教育科长兼后援会文宣股长），编辑钟显宽。全社校对、发行共四、五个人，经费由后援会自行解决，印刷则委托私人印刷厂承印。《玉环日报》是玉环第一张县办报纸。原为铅印，1940年，因印刷机件损坏，改用油印，三日发刊一张。是年底，玉环县抗日后援会改为玉环县抗日动员委员会，因人员调动、经费缺失，《玉环日报》被迫停办。

## 内容
《玉环日报》对开两版，第一版“时事”“短评”，第二版“通讯”“文摘”“特稿”，副刊《榴花》每周一期。一版时事，由玉环县政府无线电台供应每日中央社电讯、报导前线战事为主；二版通讯，来自玉环各机关、团体、学校、乡镇，报道玉环本地消息及沿海敌情动态。二版特稿，每逢节日预拟题目，约请有名望人士撰写。《榴花》取名榴岛之花，刊登随笔、小小说等，内容短小精干。时任中共玉环县委书记杨炎宾曾在《玉环日报》上发表文章，宣传抗日救国，抨击分裂投降。